# Peter Schröder (Regisseur)
Peter Schröder (* 28. Mai 1964 in Wien; † 7. Mai 2025 in Lilienfeld) war ein österreichischer Filmregisseur, -editor, Produzent und Musiker.

## Leben
Bereits im Jugendalter spielte Schröder Schlagzeug, später auch Keyboards.
Beruflich war er über 20 Jahre in verschiedenen Zweigen der Filmbranche als Cutter tätig. Seit etwa 2005 arbeitete Schröder selbstständig als Regisseur und spezialisierte sich in den letzten Jahren besonders auf Multikameraproduktionen. Er war bekannt für seine Arbeiten bei Konzert-, Theater- und Kabarettaufzeichnungen sowie TV-Sendungen, die sowohl live gesendet als auch aufgezeichnet wurden.
Zu seinen bekanntesten Regiearbeiten zählen:
- „Tribute to Lukas Resetarits“ (TV-Event, 2012)
- „Eckel mit Kanten“ (TV-Show mit Klaus Eckel, ORF, 2013)
- Studioregisseur bei „Die unglaubliche Tragödie von Richard III.“ (Globe Wien Marx-Halle, 2015)
- Weinzettl & Rudle "5-Sterne Beziehung … & andere Märchen", Vindobona, ORF, 2024

Er war auch an der Aufzeichnung der Amadeus Austrian Music Awards 2010 beteiligt.
Peter Schröder lebte und arbeitete überwiegend in Wien und Niederösterreich.